# Серенада
Серена́да (фр. serenade, від італ. serenata, від sera — вечір) — музична композиція, що виконується на честь когось. В історії музики є декілька трактувань цього поняття:
- лірична вітальна пісня, поширена в Італії та Іспанії. Виконувалась увечері або вночі під вікнами коханої;
- у XVII—XVIII ст. — один з жанрів камерної музики (серенадою називалися інструментальні цикли для невеликого оркестру Й. Гайдна, В.-А. Моцарта та ін.);
- пізніше, в XIX ст., — лірична п'єса, вокальна або інструментальна, пов'язана з поетичними образами кохання.